# Oyasumi
『oyasumi』（おやすみ）は、Eve&ゆりんの1枚目のミニ・アルバムである。2014年12月30日発売。

## 概要
Eveとゆりんによる初のミニアルバム。
人気ボカロクリエイターただのCo、ラムネ書き下ろし楽曲、またゆりん自ら作詞作曲、Eveが作詞を手掛けた楽曲を含む全6曲収録している。また、サウンドエンジニアに"友達募集P"を迎え、ジャケットイラストは"くまお♀"が担当している。
冬コミ(C87)3日目に、スペース「Riot of color」東地区“シ”ブロック75aにて頒布された。冬コミ特典として、ステッカー全2種(サイン直筆)+いぶゆりラジオ音源全2種が、それぞれランダムで付けられた。また、全国アニメイト店舗、アニメイトオンラインショップ、THREE!(ラゴア)でも販売された。アニメイトの特典として、クリアファイル+イラストカード全2種(サイン付き)が、THREE!(ラゴア)の特典として、おやすみ缶バッジ全3種が、それぞれ付けられた。
またCD発売記念として、グッズである"おやすみピックストラップ"が冬コミ会場、Riot of colorの東京・大阪の物販、THREE!(ラゴア)にてCD発売と同時に発売された。同じくCD発売記念として、Eveとゆりんのツーマンライブ「oyasumi live」が行われた。

## 収録内容
| #         | タイトル                                              | 作詞      | 作曲      | 時間  |
| --------- | ----------------------------------------------------- | --------- | --------- | ----- |
| 1.        | 「うちゅうりょこう」(Eve & ゆりん)                    | ラムネ    | ラムネ    | 3:08  |
| 2.        | 「ていていしんじゃえ」(Eve)                           | ただのCo  | ただのCo  | 3:44  |
| 3.        | 「ハローグッバイの法則」(ゆりん)                      | ラムネ    | ラムネ    | 3:41  |
| 4.        | 「愛憎感のユーエフオー (oyasumi Ver.)」(Eve & ゆりん) | ただのCo  | ただのCo  | 3:35  |
| 5.        | 「おやすみ」(Eve)                                     | Eve       | ゆりん    | 3:33  |
| 6.        | 「Zzz...」(ゆりん)                                    | ゆりん    | ゆりん    | 4:27  |
| 合計時間: | 合計時間:                                             | 合計時間: | 合計時間: | 22:04 |

## クレジット
Vocal / Eve ゆりん
Illust & Artwork / くまお♀
Engineering / 友達募集P 快晴P